# Christa-Maria Ohles
Christa-Maria Ohles (* 1. Oktober 1929 in Breslau; † 13. Dezember 2000) war eine deutsche Organistin und Schriftstellerin.

## Leben
Christa-Maria Ohles lebte an verschiedenen Orten; zuletzt war sie mit ihrer Schwester  Eva-Johanna Hajak in Osnabrück ansässig. Sie veröffentlichte eine Reihe von Romanen und Erzählungen – vorwiegend mit christlicher Thematik – für Kinder und Jugendliche.

## Werke
- Wir Gotteskinder, Kaldenkirchen 1959 (zusammen mit Eva-Johanna Hajak)
- Geschichten für unsere Kleinen, Hannover [u. a.] 1961 (zusammen mit Eva-Johanna Hajak)
- Wir bleiben treu, Limburg 1961 (zusammen mit Eva-Johanna Hajak)
- Thomas und seine kleine Welt, Hannover [u. a.] 1964
- Zwei Mädchen und ein Affe, Wuppertal 1964
- Unsere kleinen Freunde, Hannover [u. a.] 1968 (zusammen mit Eva-Johanna Hajak)
- Wir bleiben auf der Spur, Stuttgart 1972 (zusammen mit Eva-Johanna Hajak)
- Alles kommt von Gott, Lahr-Dinglingen 1976 (zusammen mit Friedrich Bender und Friedrich Krieck)
- Drei Mädchen um Markus, Lahr-Dinglingen 1976 (zusammen mit Eva-Johanna Hajak)
- Kinder Israels, Neuhausen (Stuttgart) 1977 (zusammen mit Eva-Johanna Hajak)
- Die stillen Brückenbauer, Lahr-Dinglingen (Baden) 1977 (zusammen mit Eva-Johanna Hajak)
- Belauschtes Leben, Lahr-Dinglingen 1978 (zusammen mit Eva-Johanna Hajak)
- Bei uns geht’s rund, Lahr-Dinglingen 1979 (zusammen mit Eva-Johanna Hajak)
- Jacky ist immer dabei, Wuppertal 1979
- Das unerwünschte Kind, Neuhausen-Stuttgart 1981
- Martin und sein Dackel Stups, Balve/Sauerland 1984
- Nächstenliebe inbegriffen, Neuhausen-Stuttgart 1984 (zusammen mit Eva-Johanna Hajak)
- Die Freude liegt bereit, Lahr-Dinglingen 1985 (zusammen mit Eva-Johanna Hajak)
- Till und der verschwundene Papa, Stuttgart 1987 (zusammen mit Eva-Johanna Hajak)
- Als Familie durch dick und dünn, Bad Liebenzell 1989 (zusammen mit Eva-Johanna Hajak)
- Du schaffst es, Regula, Lahr-Dinglingen 1990